# 前田長粲
前田 長粲（まえだ ながあきら、? - 天保2年12月18日（1832年1月20日））は、江戸時代の高家旗本。出羽亀田藩主岩城隆恕の次男。前田長英の養子。通称は百之助。旧姓は菊田。官位は従四位下侍従・信濃守。
前田家に養子入りする前は、岩城家庶子のため岩城姓ではなく菊田姓を称していた。文化10年（1813年）7月26日、養父長英の隠居により家督を相続する。表高家衆に列する。文化11年（1814年）11月14日、高家職に就き、従五位下侍従・信濃守に叙任した。文政11年（1828年）6月5日、従四位下に昇進する。天保2年（1831年）12月18日死去、39歳。